# Blechnum pacificum
Blechnum pacificum är en kambräkenväxtart som beskrevs av David H. Lorence och A. R. Sm. Blechnum pacificum ingår i släktet Blechnum och familjen Blechnaceae. Inga underarter finns listade.

## Bildgalleri

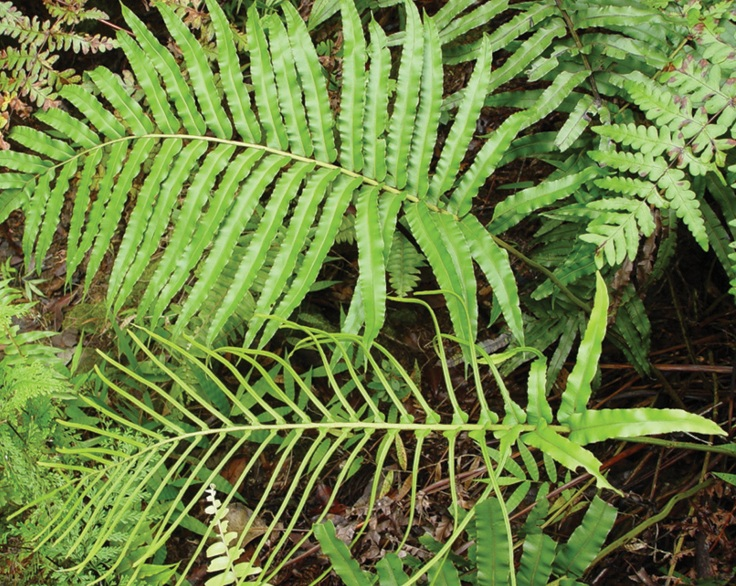